# Hans Seyfer

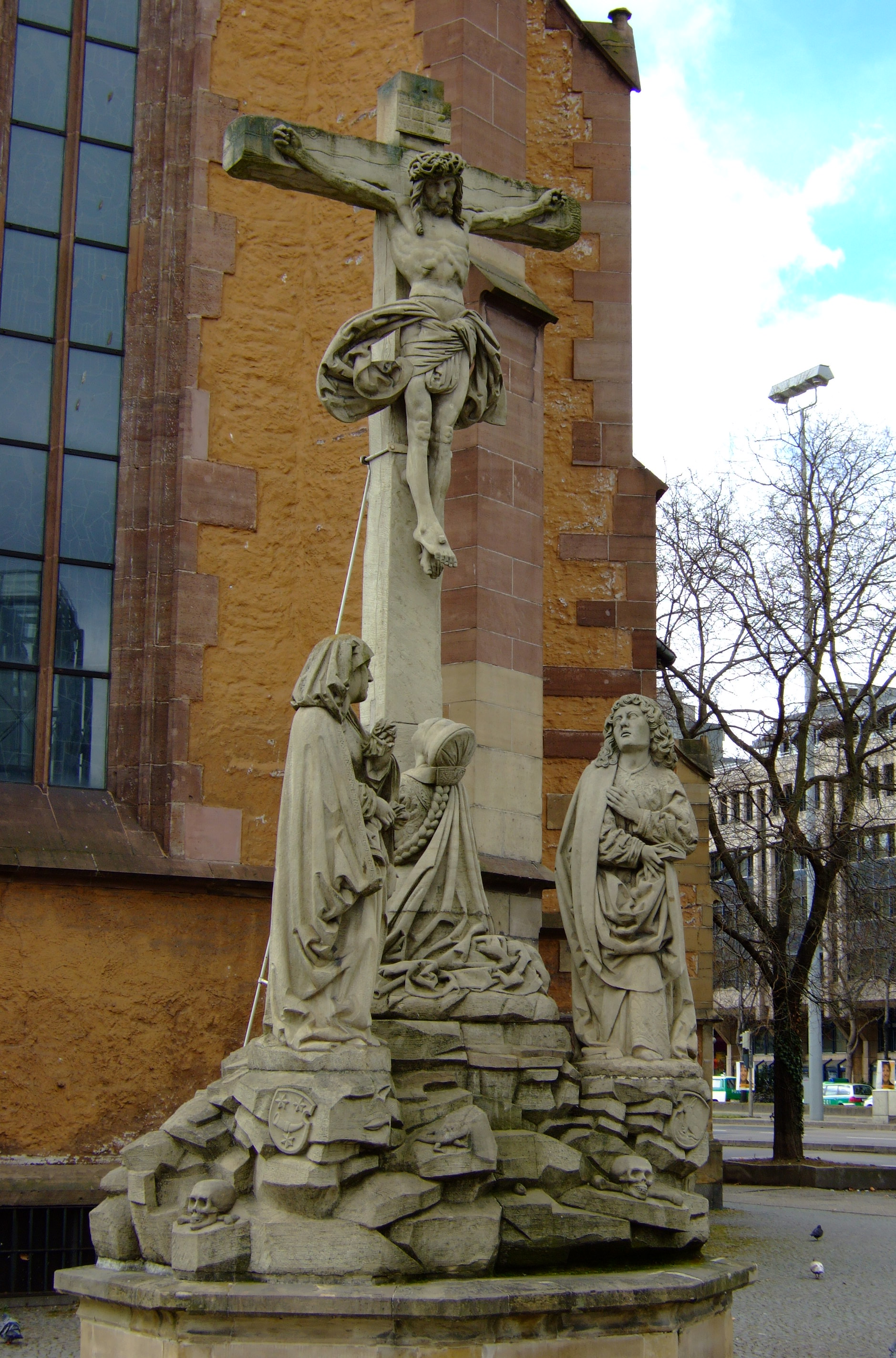
Kopie der Kreuzigungsgruppe von Hans Seyffer an der Leonhardskirche in Stuttgart

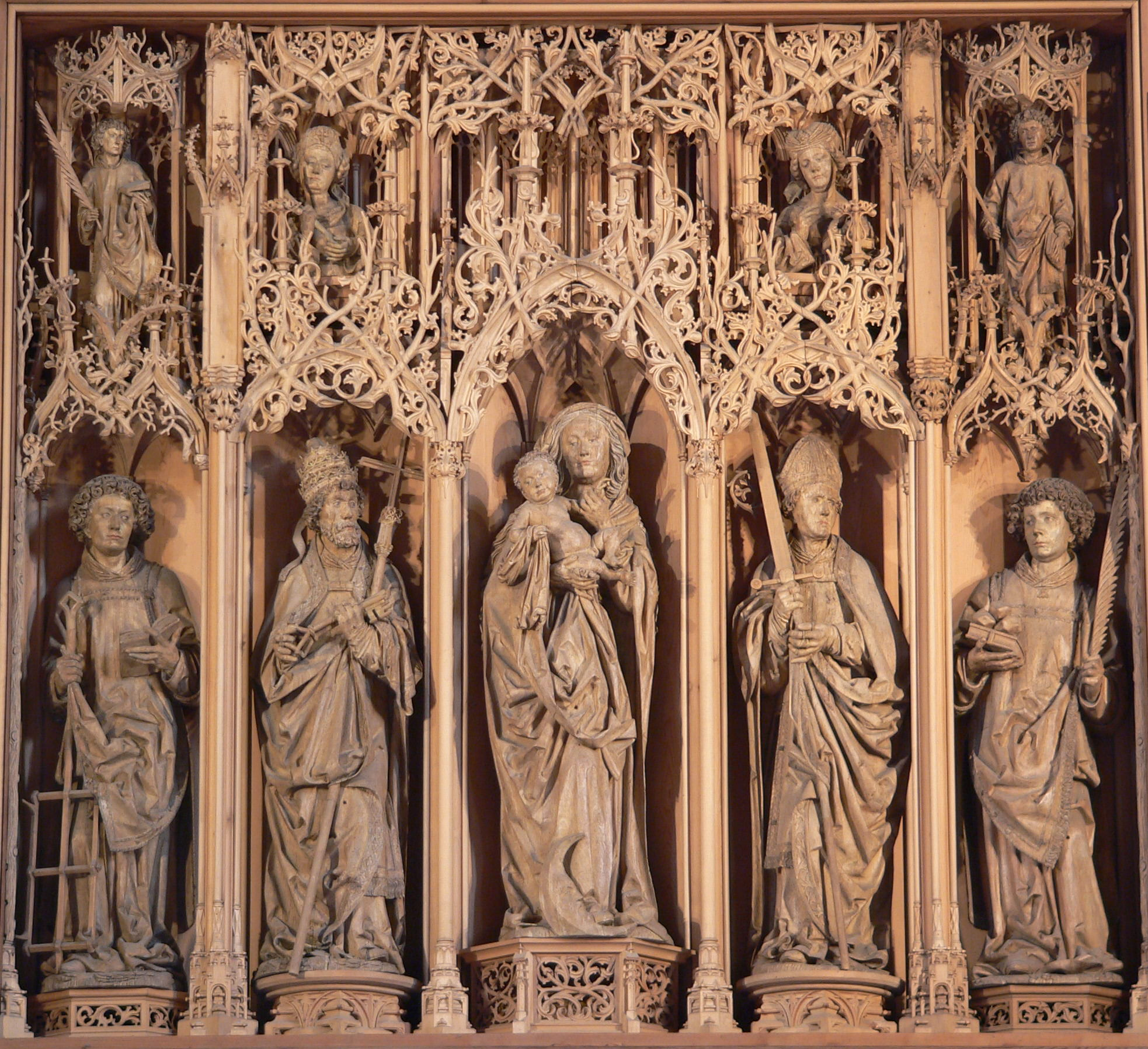
Skulpturen im Schrein des Altars der Kilianskirche Heilbronn

Hans Seyfer, auch als Hans Seyffer, Hans Syfer und Meister Hans von Heilbronn bekannt (* um 1460 in Sinsheim; † 1509 in Heilbronn), war ein deutscher Steinbildhauer und Holzschnitzer.

## Leben
Aus seinem Leben ist wenig bekannt. Die frühesten Seyfer zugeschriebenen Werke zeigen Beziehungen zur oberschwäbischen und elsässischen Kunst, so dass er dort vermutlich seine künstlerische Prägung erhielt. Eventuell erhielt er seine Ausbildung bei Conrat Sifer von Sinsheim, der auch mit Hans Seyfer verwandt gewesen sein könnte. Ein weiterer Lehrer Seyfers könnte der Wormser Hans Bilger gewesen sein. Ferner könnte er, vielleicht auf einer Gesellenwanderung, schwäbisch-ulmerischen Einflüssen ausgesetzt gewesen sein und schließlich muss auch noch eine biographische Beziehung zu Esslingen am Neckar angenommen werden, da er als Bürgen für seinen letzten großen Auftrag, die Speyerer Ölberggruppe, zunächst zwei Personen genannt hatte, die in dieser Stadt lebten, und erst später auf zwei Heidelberger zurückgriff, von denen einer, Lorenz Lechler, wiederum Bezüge zu Esslingen hatte.
Vermutlich befand Hans Seyfer sich unter den Künstlern, die ab 1484 den bildnerischen Schmuck des Wormser Domkreuzgangs schufen, wo er auch durch Meister Hans von Worms geprägt worden sein könnte. 1498 schuf Seyfer den Hauptaltar der Heilbronner Kilianskirche, 1501 die Kreuzigungsgruppe der Stuttgarter Leonhardskirche.
1502 erhielt Hans Seyfer die Bürgerrechte von Heilbronn, zuvor war er wahrscheinlich in Heidelberg ansässig gewesen. Seine Bürgerrechte waren mit verschiedenen Vergünstigungen verbunden, die einen Hinweis auf eine hohe Wertschätzung des Künstlers von Seiten der Stadt geben. 1505 schuf er ein Steinkruzifix, das vor dem Sülmer Tor in Heilbronn aufgestellt wurde, von dem sich jedoch heute nur noch der Kopf des Gekreuzigten erhalten hat. 1506 erhielt Seyfer den Auftrag der St.-Anna-Bruderschaft in der Heilbronner Kilianskirche für eine geschnitzte Anna-Tafel. Dieser Auftrag ist der einzige urkundliche Hinweis darauf, dass er tatsächlich auch Holzschnitzer war. Etwa zur selben Zeit erhielt er auch den Auftrag für eine Ölberggruppe im Kreuzgang des Speyerer Doms, deren Hauptfiguren wohl bis 1508 entstanden sind. Den Ölberg hat er nur teilweise vollendet, da er 1509 vor seiner geplanten Übersiedelung nach Speyer verstarb und in den Urkunden sein Bruder Lenhart S(e)yfer als Werkmeister des 1511 vollendeten Ölbergs genannt wird.
Seyfer wird in den Urkunden auch Syfer oder nur Meister Hans genannt. Zu Lebzeiten zeitweise offenbar sehr geschätzt, geriet er später in Vergessenheit; eines seiner Hauptwerke, das Hochaltarretabel der Heilbronner Kilianskirche, wurde lange Zeit Tilman Riemenschneider zugeschrieben. Erst 1909 wurde die Person Hans Seyfer vom Heilbronner Archivar Moriz von Rauch wiederentdeckt, was dazu führte, dass Seyfer dann zahlreiche Kunstwerke zugeschrieben wurden, die ihm später wieder aberkannt wurden.

## Werke
Zu den Hauptwerken Seyfers gehört das Hochaltarretabel in der Heilbronner Kilianskirche, das 1498 vollendet wurde. Das holzsichtige Werk, dessen Figuren jeweils aus einem Stück geschnitten sind, wies offenbar große Ähnlichkeit mit dem etwa 20 Jahre älteren Hochaltarretabel des Ulmer Münsters auf. Von diesem sind nur die Planzeichnungen erhalten geblieben, die  einen einzigen gravierenden Unterschied gegenüber Seyfers Heilbronner Arbeit zeigen: Die Baldachinzone über den Figuren im Schrein war beim Ulmer Retabel noch nicht mit Figurennischen ausgestattet. Das Heilbronner Retabel seinerseits kann als Vorbild für den Fronaltar des Straßburger Münsters angesehen werden, der 1501 vollendet wurde. Auch der Besigheimer Altar, um 1520 vollendet, ist nach dem Heilbronner Muster gestaltet. Wie das Heilbronner Retabel war auch das Werk in Ulm zumindest in den ersten Jahrzehnten seiner Existenz nicht farbig gefasst. Seyfers Schnitzereien in der Kilianskirche wurden 1784 mit Bleiweiß und Lackfirnis überstrichen, außerdem wurden Lendentuch und Dornenkrone Christi vergoldet. Diese Veränderungen wurden in den 1960er Jahren wieder rückgängig gemacht.
Während der Heilbronner Altar die Luftangriffe während des Zweiten Weltkriegs teils durch Auslagerung überstanden hat, teils originalgetreu rekonstruiert wurde, ist der Kreuzberg des Leonhardskirchhofs in Stuttgart Veränderungen unterworfen worden. Zum Schutz vor der Witterung wurden die Figuren 1889 vom Leonhardsfriedhof in die Hospitalkirche verbracht, wo sie auf modernen Sockeln stehen, was nicht im Sinne der Komposition von 1501 ist. Am ursprünglichen Platz der Kreuzigungsgruppe steht heute eine Kopie. Gestiftet wurde dieses Werk durch das Ehepaar Jakob Walther, genannt Kühorn, Bürgermeister und Vogstamtverweser in Stuttgart, und Klara, geb. Mager. Dieses Ehepaar plante, seine Grabstätte in der Stuttgarter Leonhardskirche errichten zu lassen, und stiftete dazu die bei Hans Seyfer in Auftrag gegebene Kreuzigungsgruppe, die als Friedhofskreuz am Chor der Kirche aufgestellt werden sollte. Sie besaß einen sechseckigen architektonischen Sockel, auf dem ein künstlicher Felsenhügel ruhte, an dem das Jahr der Fertigstellung, 1501, abzulesen war. Ferner war an diesem Hügel das Wappen des Stifterpaares angebracht. Auf dem Hügel waren Totenschädel, Gebeine und Getier drapiert, darüber erhob sich das Kreuz Christi, das, obzwar aus Stein gearbeitet, täuschend echt wie Holz erschien. Die Christusfigur hing mit extrem gestreckten Gliedmaßen und im Wind wehenden Lendentuchenden an diesem Kreuz. Zu ihren Füßen kniete Maria Magdalena als Rückenfigur, rechts und links des Kreuzes waren die Gottesmutter und der Jünger Johannes zu sehen, zu Häupten Christi war der dreisprachige Titulus angebracht. Diese ausdrucksstarke Gruppe wurde im 19. Jahrhundert besonders geschätzt; Thomas Dibdin etwa, der Stuttgart eigentlich für den Kunst- und Altertumsliebhaber schrecklich enttäuschend fand, hob sie in seiner 1821 veröffentlichten Reisebeschreibung stark hervor und ließ seine Beschreibung der Gruppe sogar mit einer Illustration versehen. Halbauer hebt hervor, dass die Gruppe, etwa im Vergleich zu Schöpfungen Hans Backoffens, durch die Rückenfigur und andere Elemente viel stärker in den Raum ausgreift und entsprechend viel Wirkung erzielt.
Höchstens noch fragmentarisch erhalten ist ein Werk, das Albrecht Dinkelsbühl 1505 bei Seyfer in Auftrag gab, das bereits erwähnte Kruzifix, das vor dem Sülmertor am Frauenweg bei der Barbarakapelle aufgestellt werden sollte. Dieses Kruzifix wurde wenige Monate, nachdem der Auftrag erging, fertiggestellt und wurde vermutlich in der Zeit des Dreißigjährigen Krieges zerstört. 1905 wurde bei Umbauarbeiten im Heilbronner Haus Klostergasse 4 ein steinernes Christushaupt gefunden, das offenbar zu einem Kruzifix gehört hatte. Als dieses Fragment 1909 von Paul Ferdinand Schmidt und Moriz von Rauch als Werk Hans Seyfers deklariert wurde, wurde noch keine Verbindung zu dem verlorenen Kruzifix hergestellt. Mittlerweile nimmt man aufgrund der Größe des Kopfes jedoch an, dass diese besteht.

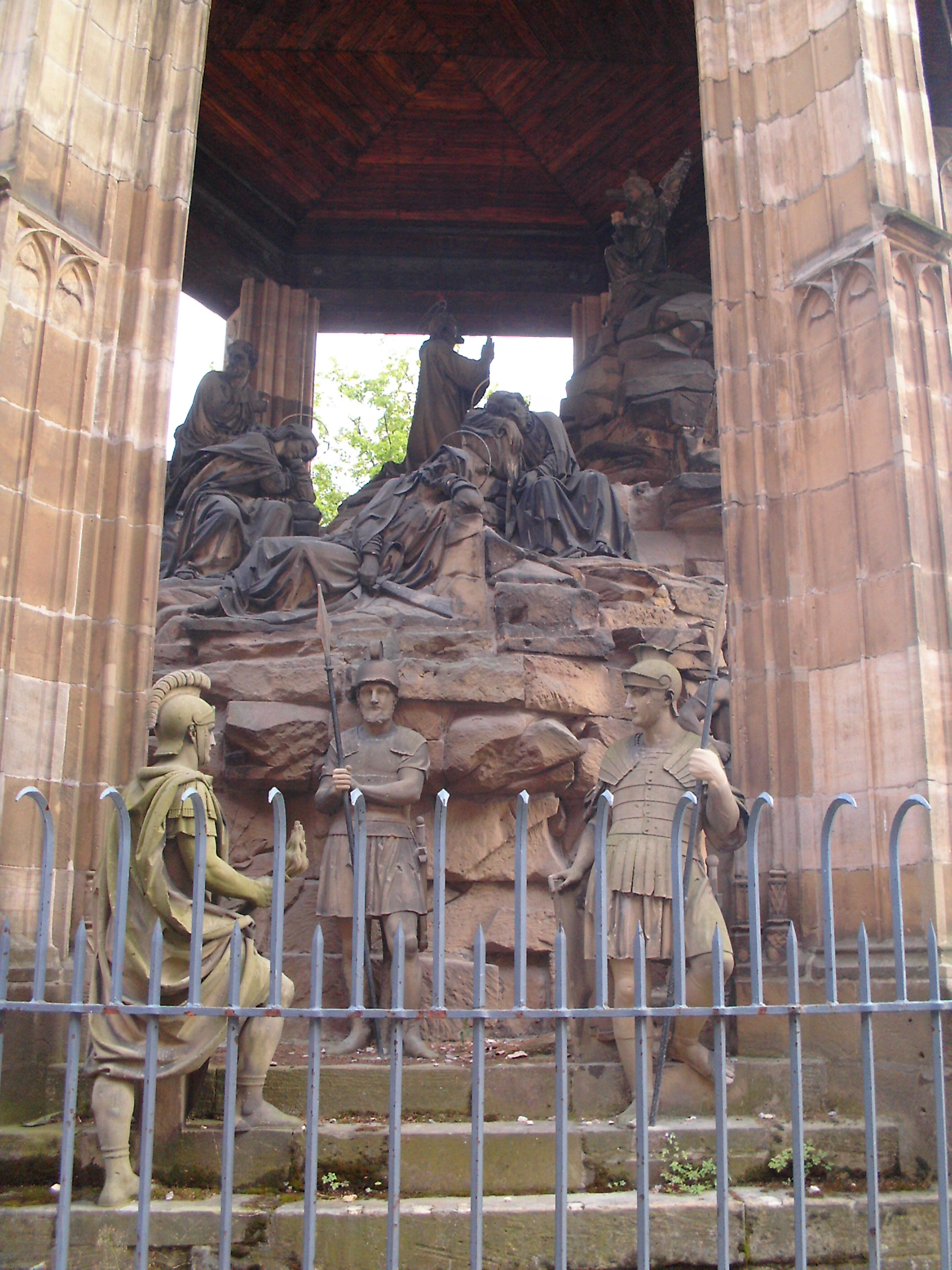
Ölberg am Speyerer Dom

Nicht erhalten geblieben ist das 1506 von der Heilbronner St.-Anna-Bruderschaft bei Seyfer bestellte kleine Schnitzretabel, das in der Kilianskirche Aufstellung finden sollte. In diesem Jahr erhielt Seyfer auch den Zuschlag für die im Speyrer Domkreuzgang zu errichtende Ölberggruppe, um die er sich 1505 mit einer Planzeichnung beworben hatte. Zeitgleich mit der Arbeit an dieser Gruppe wurde auch der Ölberg am Chor der Lauffener Regiswindiskirche errichtet, der 1507 vollendet wurde und, wenn auch beschädigt, erhalten geblieben ist. Ende 1508 gedachte Seyfer zum Bau des Speyrer Ölbergs, dessen Figuren zu diesem Zeitpunkt schon weitgehend vollendet waren, vor Ort Wohnung zu nehmen und bat das Domkapitel um Hilfe bei der Suche nach einem geeigneten Haus. Wenige Monate später, zwischen dem 13. und dem 21. März 1509, verstarb er plötzlich, ohne sein Werk vollendet zu haben. Sein Bruder Lenhart fühlte sich nicht in der Lage, den Ölberg fertigzubauen, weshalb Lorenz Lechler, der zusammen mit Hans Kamberger als Bürge für Hans Seyfer nach Speyer gereist war, den architektonischen Teil der restlichen Arbeiten übernahm. Laut den Protokollen des Speyrer Domkapitels vollendeten Lechler und Lenhart Seyfer die Arbeit im Jahr 1511. Der Ölberg war ein monumentaler sechseckiger Zentralbau und besaß ein Pyramidendach über der Golgathaszene: Lebensgroß waren die Figuren des betenden Jesus und seiner drei schlafenden Jünger auf dem Gipfel des Berges sowie der 15 von Judas angeführten Häscher, die auf einem spiralförmig um den Berg gelegten Weg nach oben zogen. Im Inneren des künstlichen Berges befand sich eine Kapelle. Der Speyrer Ölberg wurde sehr bewundert und etwa von Thomas Coryate als eines der feinsinnigsten Kunstwerke Europas bezeichnet.
Über den Urzustand dieses Kunstwerks geben sieben Federzeichnungen aus dem frühen 17. Jahrhundert Auskunft, die sich in den Kunstsammlungen der Universität Göttingen befinden. Der Ölberg wurde im Pfälzischen Erbfolgekrieg zweimal stark beschädigt; unter anderem stürzte damals das Dach ein und die Reste wurden von Pflanzen überwuchert. Im späten 19. Jahrhundert schuf ein Bildhauer, der mit der Restaurierung des Seyferschen Ölbergs beauftragt war, mehrere Figuren neu, im 20. Jahrhundert wurde ein Notdach über der Gruppe errichtet; Karl Halbauer stellte 2009 fest, im Ergebnis sei dieser Ölberg nur noch ein Schatten seiner selbst. Zum Glück seien aber die ausgetauschten Figuren sowie einige weitere Überbleibsel aufbewahrt worden und seien auch als Fragmente noch sehr eindrucksvoll.
Viele weitere Kunstwerke in südwestdeutschen Kirchen werden Seyfer oder seinem Umkreis zugeschrieben:
- Grablegung Christi in der Oswaldkirche in Stuttgart (1502)
- Kruzifix der Stadtkirche St. Jakobus in Brackenheim
- Kruzifix in der evangelischen Kirche von Neckarzimmern
- Kruzifix in der evangelischen Kirche von Neckarmühlbach
- Kruzifix in der evangelischen Kirche von Gemmingen
- Kruzifix in der evangelischen Kirche von Eutingen
- Altar der evangelischen Kirche zum Heiligen Kreuz, Sankt Peter und Genovefa (Ellhofen)

## Ausstellungen
- 29. November 2002 bis 26. Januar 2003: Hans Seyfer – Bildhauer an Neckar und Rhein um 1500, Ausstellung im Skulpturen-Museum der Städtischen Museen Heilbronn und in der Heilbronner Kilianskirche